# 통녓현
통녓현(베트남어: Huyện Thống Nhất / 縣統一)은 베트남 동나이성의 농촌 현이다. 2003년 현재, 이 현의 인구는 146,112명이고, 면적은 247km2의 지역을 포함한다. 현청은 자끼엠에 있다.

## 행정 구역
통녓현에는 1개의 1시진과 10개의 사가 있다.

### 시진
- 저우자이 시진 (Thị trấn Dầu Giây / 市鎭油之)

### 사
- 바우함 2 (Xã Bàu Hàm / 社保咸2)
- 자떤 1 (Xã Gia Tân 1 / 社嘉新 1)
- 자떤 2 (Xã Gia Tân 2 / 社嘉新 2)
- 자떤 3 (Xã Gia Tân 3 / 社嘉新 3)
- 자끼엠 (Xã Gia Kiệm / 社嘉儉)
- 흥록 (Xã Hưng Lộc / 社興綠)
- 로25 (Xã Lộ 25/ 社25路)
- 꽝쭝 (Xã Xuân Bảo / 社光中)
- 쑤언동 (Xã Xuân Đông / 社春善)
- 쑤언타인 (Xã Xuân Đường / 社春盛)